# 苏约克河
苏约克河，位于中华人民共和国新疆维吾尔自治区克孜勒苏柯尔克孜自治州乌恰县北部地区的一条河流，是恰克马克河右岸支流，发源于琼喀拉乔阔山与阿克套山之间的苏约克山口，自西北向东南流，经托云乡托云村(40°09′46″N 75°18′23″E / 40.16278°N 75.30639°E)汇入托云达里亚，托云达里亚于恰克马克牧场附近的恰克马克大桥处(40°05′54″N 75°23′58″E / 40.09833°N 75.39944°E)汇入恰克马克河。河流全长74千米，流域面积963平方千米，年均径流量约1.07亿立方米。